# Microrégion de Tefé

Localisation de la microrégion de Tefé.

La microrégion de Tefé est l'une des six microrégions qui subdivisent le Centre de l'État de l'Amazonas au Brésil.
Elle comprend trois municipalités qui regroupaient 100 480 habitants en 2006 pour une superficie totale de 39 862 km2.

## Municipalités[1]
- Alvarães
- Tefé
- Uarini